# Station Angers-Maître-École
Station Angers-Maître-École is een spoorwegstation in de Franse gemeente Angers.